# Chiesa di San Martino (Castelbello-Ciardes)
La chiesa di San Martino (in tedesco: Kirche St. Martin) è la parrocchiale a Ciardes, frazione di Castelbello-Ciardes in Alto Adige. Appartiene al decanato di Naturno della diocesi di Bolzano-Bressanone e risale al XVI secolo.

## Descrizione
La chiesa è un monumento sottoposto a tutela col numero 15266 nella provincia autonoma di Bolzano.